# مزرعه برآفتاب
مزرعه برآفتاب یک منطقهٔ مسکونی در ایران است که در دهستان دورود فرامان واقع شده‌است. مزرعه برآفتاب ۲۲ نفر جمعیت دارد.